# Shenzhou 16
Shenzhou 16 foi um voo espacial atual para a Estação Espacial Tiangong, com lançamento ocorrido no dia 30 de maio de 2023. Leva dois taikonautas do Corpo de Taikonautas do Exército de Libertação Popular e um taikonauta civil, sendo o décimo primeiro voo tripulado do programa Shenzhou.

## Antecedentes
A nave completou sua construção e teste em dezembro de 2022 e foi posta de prontidão para uma possível missão de resgate da Shenzhou 15.

## Missão
O voo foi lançado no dia 30 maio de 2023, após a partida da Tianzhou 6 e perto do fim da missão Shenzhou 15. As duas tripulações realizaram uma transferência de comando antes da partida da Shenzhou 15 no mesmo mês. A transferência de comando da Shenzhou 16 para a Shenzhou 17 ocorreu no dia 29 de outubro de 2023. Após desacoplar no dia 30, a tripulação realizou uma série de fotos do exterior da estação e a missão chegou ao fim no dia 31 de outubro de 2023. Observadores notaram um aparente rasgo no paraquedas da nave durante o pouso, que não foi anunciado pelos oficiais chineses.

## Tripulação
A tripulação foi anunciada no dia 29 de maio de 2023. Gui Haichao, professor da Universidade Beihang, se tornou no primeiro civil chinês no espaço.
| Posição               | Taikonauta   |
| --------------------- | ------------ |
| Comandante            | Jing Haipeng |
| Engenheiro de voo     | Zhu Yangzhu  |
| Especialista de carga | Gui Haichao  |